# Leugenpoort
De Leugenpoort, ook wel Logenpoort, was een stadspoort in de Nederlandse stad Maastricht. De poort was onderdeel van de eerste stadsmuur van Maastricht en was gelegen aan de noordkant van de Markt, naast de Lakenhal. De oorspronkelijke poort dateerde uit de 13e eeuw, maar werd in de loop der eeuwen diverse malen vernieuwd. Vanaf de 14e eeuw was de poort in gebruik als gevangenis. De poort werd vermoedelijk in 1659 gesloopt voor de bouw van het nieuwe stadhuis van Maastricht.

## Geschiedenis

### Bouw eerste middeleeuwse stadsmuur
Over het precieze bouwjaar van de oudste middeleeuwse stadsmuur van Maastricht is geen duidelijkheid. In 1229 gaf de hertog van Brabant toestemming om een stenen muur om de stad te bouwen. Eerder was er al een aarden wal opgeworpen met daarop palissaden, maar deze was door de bisschop van Luik, medeheer van het tweeherige Maastricht, verwoest tijdens het Beleg van Maastricht (1204). Waarschijnlijk werd in 1229 begonnen met de bouw van stenen stadspoorten en waltorens, met elkaar verbonden door aarden wallen die in de loop van de 13e eeuw geleidelijk versteend werden. De nieuwe muur op de linker Maasoever bestond uit kolenzandsteen, strekte zich uit over een lengte van ongeveer 2,4 kilometer, was 6 à 8 meter hoog en had in totaal dertien stadspoorten, twee waterpoorten en een onbekend aantal muurtorens. Van de grotere poorten is alleen de Helpoort overgebleven.
De Leugenpoort werd waarschijnlijk omstreeks 1230 gebouwd en werd voor het eerst genoemd in 1309. De poort was onderdeel van de eerste middeleeuwse stadsmuur, die zich aan deze kant van de stad naar het westen toe uitstrekte over de Markt en langs de Grote Gracht in de richting van de Tweebergenpoort, en naar het oosten langs de Kleine Gracht in de richting van de Veerlinxpoort aan de Maas. Op de huidige Markt bevond zich nog een tweede, grotere poort: de Gevangenpoort op de zuidwestelijke hoek. Beide poorten, met de verbindende stadsmuur en de Lakenhal, vormden de scheiding tussen de Zaterdagmarkt en de Houtmarkt. Net buiten de Leugenpoort bevond zich de veemarkt. De Leugenpoort lag, voor zover bekend, niet aan een belangrijke uitvalsweg. Als secundaire stadspoort gaf ze vanaf de Muntstraat toegang tot het Boschstraatkwartier, het in de 13e en 14e eeuw snelgroeiende lakenweverskwartier in het noordelijk stadsdeel.

### De Gevangenpoort als gevangenis
Na de ingebruikname van de tweede middeleeuwse stadsmuur in 1380 fungeerde de eerste muur enkele eeuwen als reserveverdedigingslinie. Voor de Leugenpoort en Gevangenpoort gold dat hun taak als noordelijke toegangspoort vanaf dat moment werd overgenomen door de nieuwe Boschpoort en de Lindenkruispoort. Al vanaf 1316 werd de Leugenpoort gebruikt als gevangenis, in de eerste plaats bestemd voor bedriegers en schuldenmakers, waaraan de poort haar naam te danken had. Ook andere poorten zoals de Grote of Gevangenpoort, de Veerlinxpoort en later de Sint-Pieterspoort hadden een soortgelijke functie.
Ook al was het belang ervan verminderd, men bleef de eerste muur en de oude stadspoorten zeker tot de 16e eeuw onderhouden. Wel werd in vredestijd toegestaan dat de oude poorten als woning of als leube voor de ambachten dienstdeden. In 1585 kreeg Servaes Hamekers den Jongen toestemming om voor een halve daalder per jaar boven de Leugenpoort te gaan wonen. Hamekers verplichtte zich daarbij de poort geen schade toe te brengen en de graszoden op de balken tussen het gewelf onaangeroerd te laten.
Over het uiterlijk van de Leugenpoort kan niets met zekerheid gezegd worden. Op de oudste Maastrichtse stadsplattegrond in de stedenatlas Civitates orbis terrarum van Braun en Hogenberg uit 1575 is de poort getekend als een eenvoudig rechthoekig bouwwerk zonder poorttorens.

### Sloop Leugenpoort en ontmanteling vesting
In 1659 werd de Leugenpoort gesloopt voor de bouw van het Stadhuis van Maastricht. De eerste plannen voor een nieuw stadhuis dateerden al uit de late 16e eeuw, maar konden vanwege de oorlogssituatie niet worden gerealiseerd. In 1655 gaf de raad van Maastricht de opdracht tot de bouw van een nieuw stadhuis aan Pieter Post. Post koos voor het midden van de Markt, tegen de wens van de Luikse bestuurders, die een plaatsing in een marktwand prefereerden. Voor het plan van Post moesten behalve de Leugenpoort, ook de Gevangenpoort (1655), de Lakenhal met Belfort (1658), een gedeelte van de eerste stadsmuur en enkel huizen op de Markt wijken. Door de sloop verdween de scheiding tussen de Zaterdagmarkt en de Houtmarkt en ontstond een min of meer vierkant marktplein, waarop centraal het nieuwe raadhuis gebouwd kon worden. De stenen van de afgebroken Gevangenpoort, en wellicht ook die van de Leugenpoort en de andere bouwwerken, werden gebruikt voor de fundamenten van het stadhuis.
In de 18e eeuw verdwenen ook de meeste andere poorten van de eerste stadsmuur: in 1734 werden de Tweebergenpoort (deels), de Lenculenpoort en de Minderbroederspoort, wegens bouwvalligheid afgebroken. In 1772 viel ook de Looierspoort onder de slopershamer. Door de aanleg van het Kanaal Luik-Maastricht in 1845-'50 verdwenen ook een aantal poorten langs de Maas. Na de opheffing van de vestingstatus in 1867 werd de vesting Maastricht in opdracht van het Ministerie van Oorlog ontmanteld, waarna de gronden werden overgedragen aan de Dienst der Registratie en Domeinen voor verdere sloop en herbestemming. De overgebleven stadspoorten van Maastricht, die onder de zeggenschap van het gemeentebestuur vielen, werden tussen 1867 en 1870 als eerste afgebroken. De afbraak van de stadsmuren ging nog door tot de jaren 1930. Door toedoen van Victor de Stuers en anderen bleven hier en daar delen van de eerste en tweede omsluiting gespaard, zoals de Helpoort en omgeving.

## Cultuurhistorisch erfgoed
Van de Leugenpoort is niets meer over. Er bestaat geen enkele nauwkeurige tekening van de poort. Bij de afbraak van de poort in de 17e eeuw hebben geen opgravingen of opmetingen plaatsgevonden. Toch is de poort op een bepaalde manier nog 'zichtbaar' in de vorm van dit deel van de Markt. Terwijl de Markt volgens de plannen van Post en de principes van het Hollands classicisme een perfect vierkant plein had moeten worden, lukte het niet om de huizen aan de zuidzijde van de Kleine Gracht, direct aansluitend op de Leugenpoort, te laten slopen. De naar voren uitstekende panden in de verder rechtgetrokken noordwand van de Markt zijn weliswaar van jongere datum, maar geven nog steeds de locatie van de verdwenen poort aan.
In de omgeving bevinden zich wel nog vrij gave restanten van de stadsmuur, met name aan de Preekherengang en achter de huizen van zowel de Grote als de Kleine Gracht. Op de Markt zelf bevinden zich muurfragmenten achter de panden op nr. 37 en 40. Ook herinneren de namen van laatstgenoemde straten aan het bestaan van de middeleeuwse muur in dit deel van de stad.

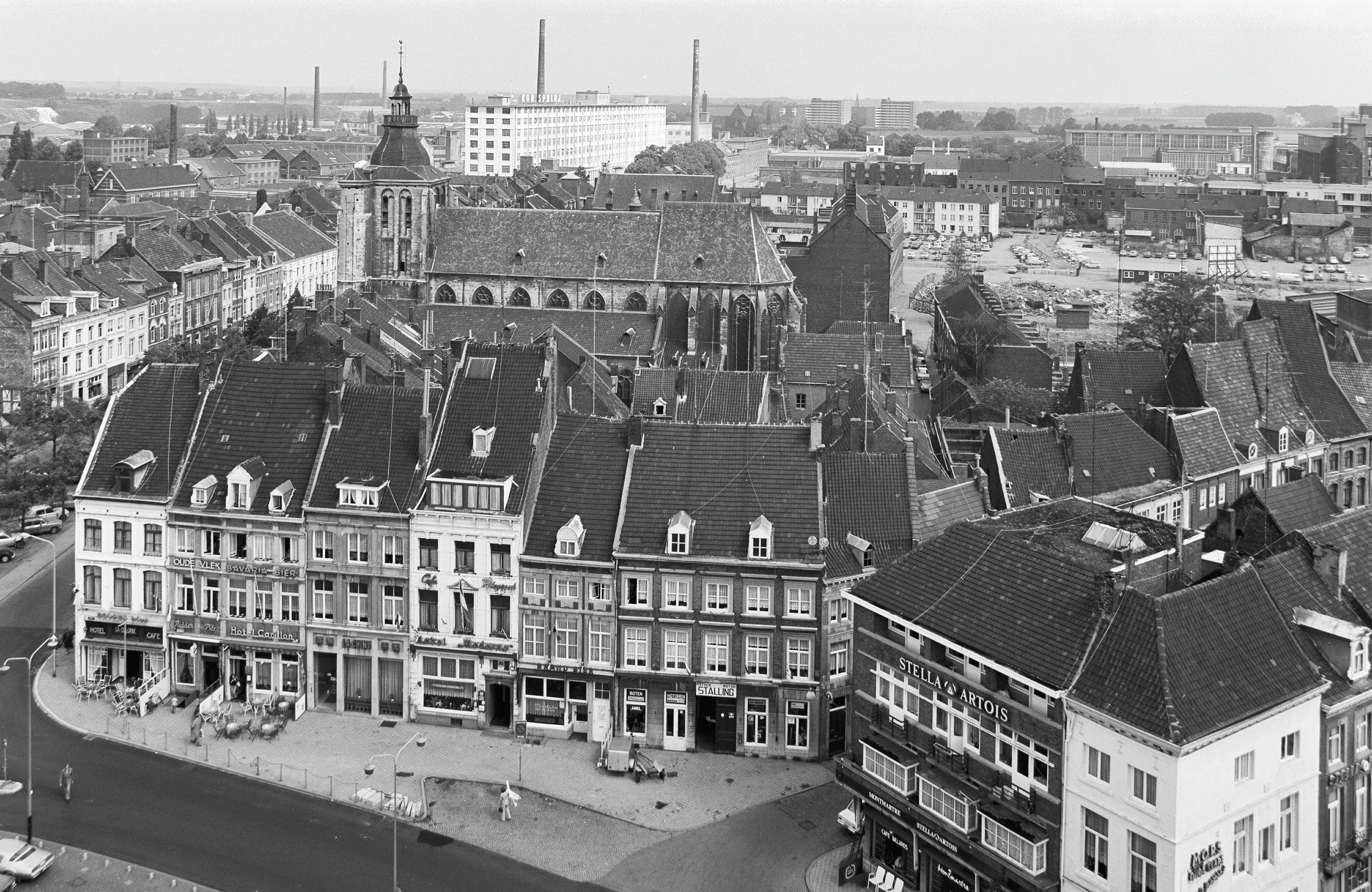
Noordwand Markt
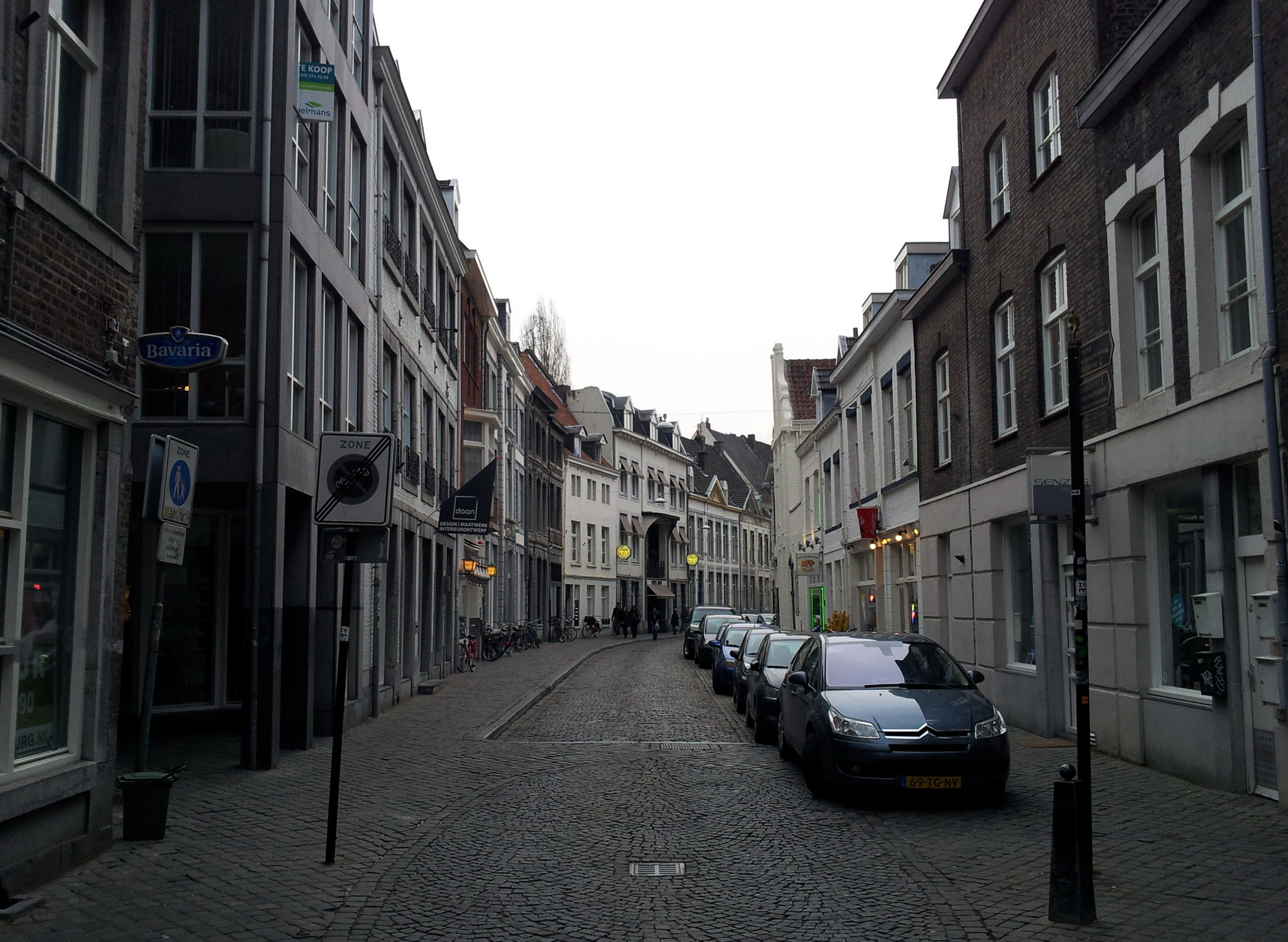
Kleine Gracht
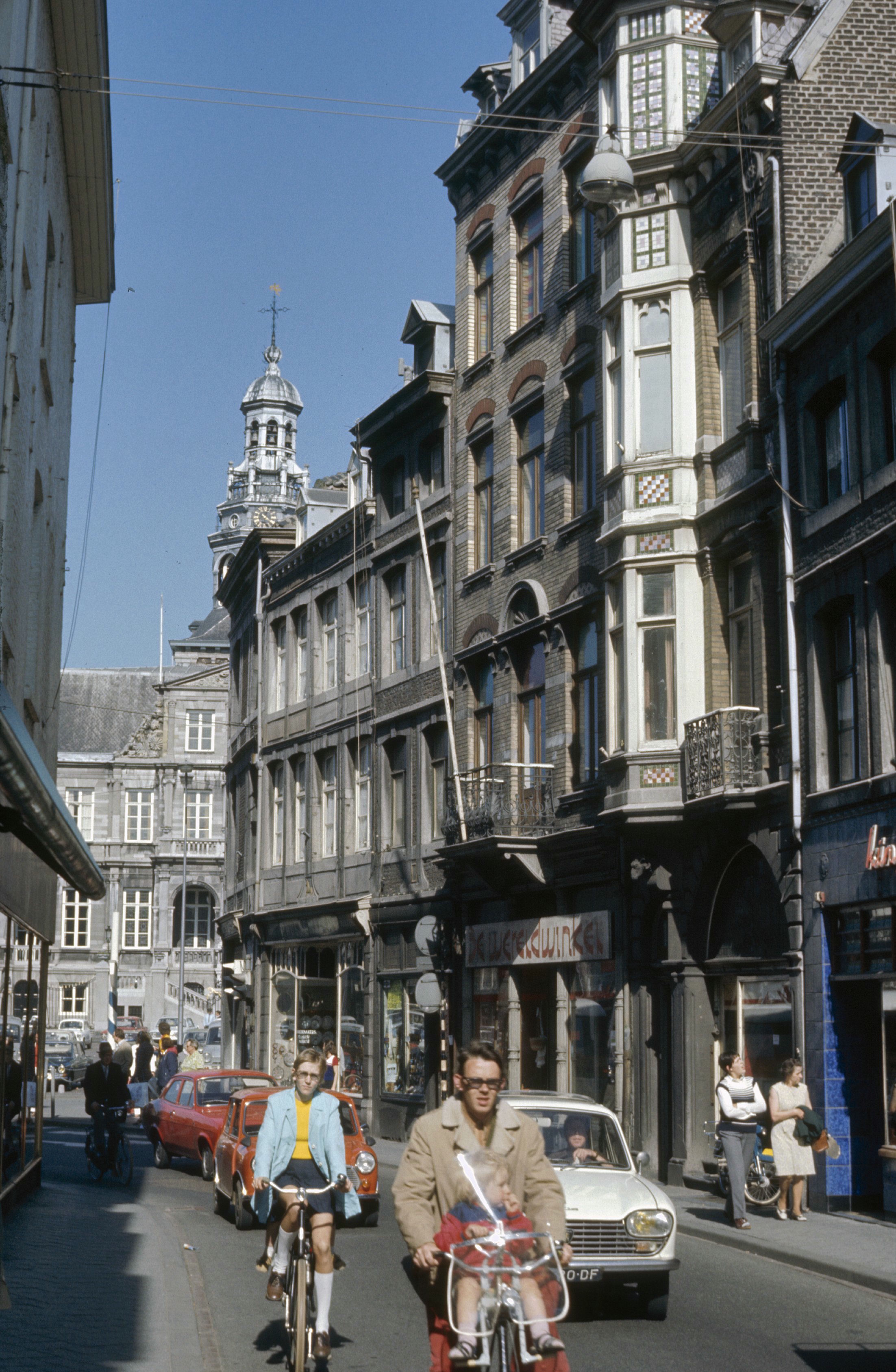
Grote Gracht
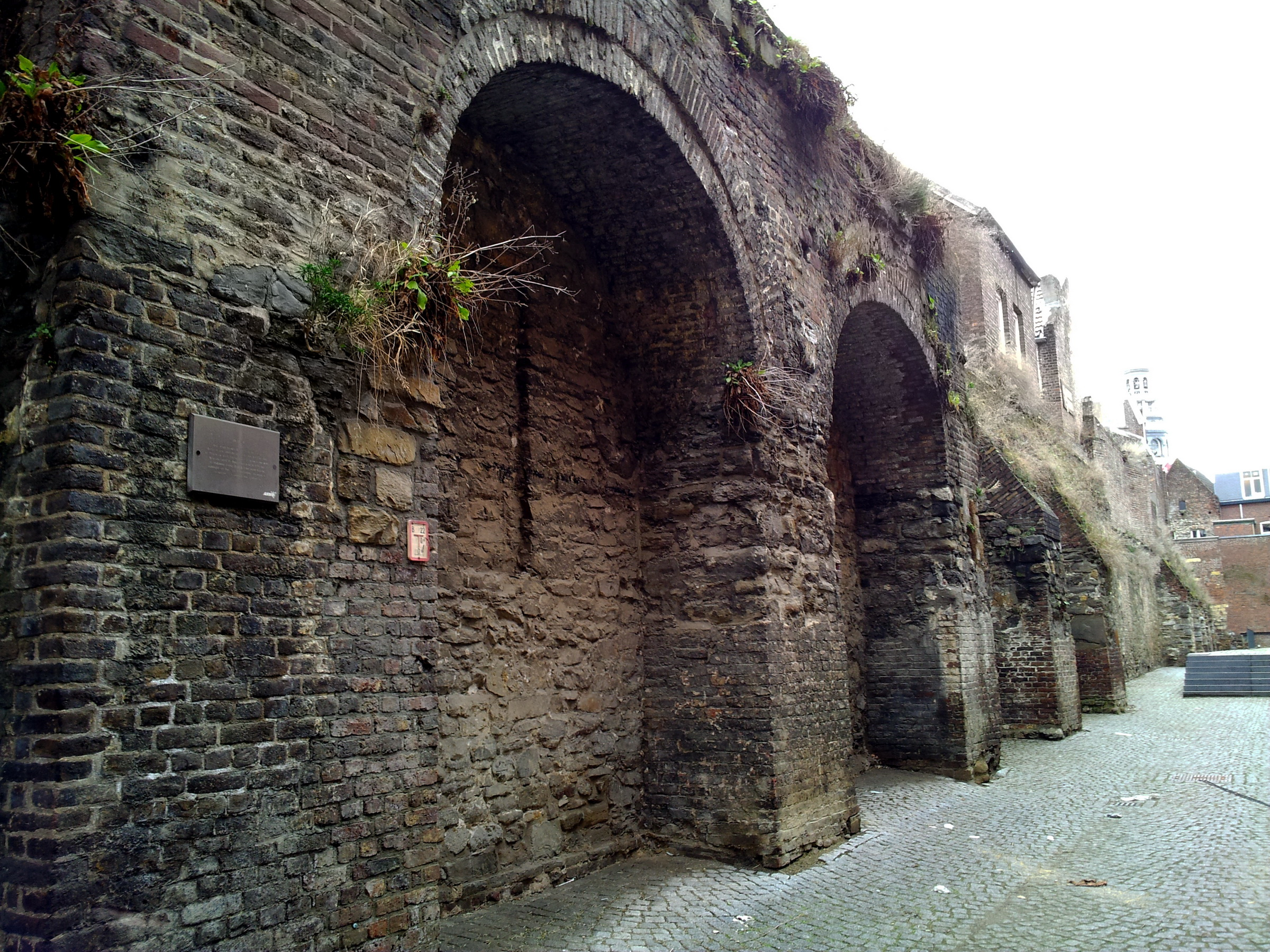
Stadsmuur Preekherengang